# In den Cordilleren
In den Cordilleren ist der zweite von zwei zusammenhängenden Südamerika-Romanen (der erste heißt Am Rio de la Plata), die Karl May in den Jahren 1888–1890 schrieb. Ursprünglich wurden beide Teile 1889–1891 unter dem Titel El Sendador in der Zeitschrift Deutscher Hausschatz in Wort und Bild veröffentlicht. Im Juni 1894 erfolgte die erste Buchausgabe.
1910 erschien eine illustrierte Ausgabe mit Bildern von Claus Bergen.

## Inhalt
- Erstes Kapitel: Im Gran Chaco
- Zweites Kapitel: Der alte Desierto
- Drittes Kapitel: An der Laguna de Carapa
- Viertes Kapitel: Auf der Isleta del Circulo
- Fünftes Kapitel: Gottes Gericht

### Handlung
Die Reisegesellschaft ist nun auf dem Weg in die Pampa de Salinas. Unterwegs treffen sie auf Pena, der für eine Gruppe von Siedlern um Hilfe bittet, die auf dem Gebiet der Aripones in Gefahr geraten sind, und – endlich – auf den Sendador Geronimo Sabuco, der an der Gefahr für die Siedler keinesfalls unschuldig ist. Er wird gefangen genommen und die Siedler gerettet.
Während sich die Gefährten (besonders Gomarra und Pena) für eine harte Bestrafung des Sendadors aussprechen, lässt der Ich-Erzähler ihn heimlich frei. Der Sendador hält sich aber nicht an die Absprache und hetzt Indianer auf die Reisegruppe, die die meisten von ihnen gefangen nehmen können.
Der Erzähler und Pena können fliehen und treffen auf den alten Desierto, den sie vor einem Überfall des Schwiegersohns von Geronimo Sabuco retten. Der Schwiegersohn Yerno wird gefangen genommen; als der Sendador mit Indianern angreift, wird auch dieser Überfall abgewehrt. Allerdings kann der Sendador entkommen.
Der Erzähler befreit schnell die Gefährten von der Isleta del Circulo und verfolgt dann den Schurken in die Pampa de Salinas. Dort wird Sabuco von Gomarra in die Tiefe gestürzt. Der Erzähler kann den Schwerverletzten in einer dramatischen Aktion bergen. Als der Sohn des Sendador, der plötzlich auftaucht, mit den Kipus über den Salzsee flieht, bricht er ein und wird in letzter Sekunde vom Erzähler gerettet. Doch die Schatz-Kipus sind beim Einbrechen verloren gegangen und unwiederbringlich dahin. Da sein Sohn aus Lebensgefahr gerettet worden ist, wird der Sendador ernst und einsichtig. Trotzdem stirbt er.

## Vertonungen
2009 wurde der Band in der Bearbeitung des KMV als Hörbuch eingesprochen. Sprecher ist Heiko Grauel.